# 한민호
한민호(韓民鎬, 1962년 1월 21일 ~ )는 대한민국 정치인이다.

## 주요 경력

### 주요 이력
- 서울 개원중학교 사회 교사(1989년~1992년)
- 1993년 제37회 행정고시 출신
- 대한민국 총무처 예하 공직(1993년~1998년)
- 대한민국 문화관광부 예하 공직(1998년~2008년)
- 대한민국 문화체육관광부 미디어정책관
- 대한민국 문화체육관광부 체육정책관
- 대한민국 문화체육관광부 예하 국장
- 자유공화당 당무위원
- 우리공화당 당무위원

### 학력
- 경기도 평택고등학교 졸업
- 미국 카네기 멜런 대학교 행정학과 중퇴
- 서울대학교 사범대학 역사교육학과(부전공: 사회교육학과) 학사